# Aaron Friesz

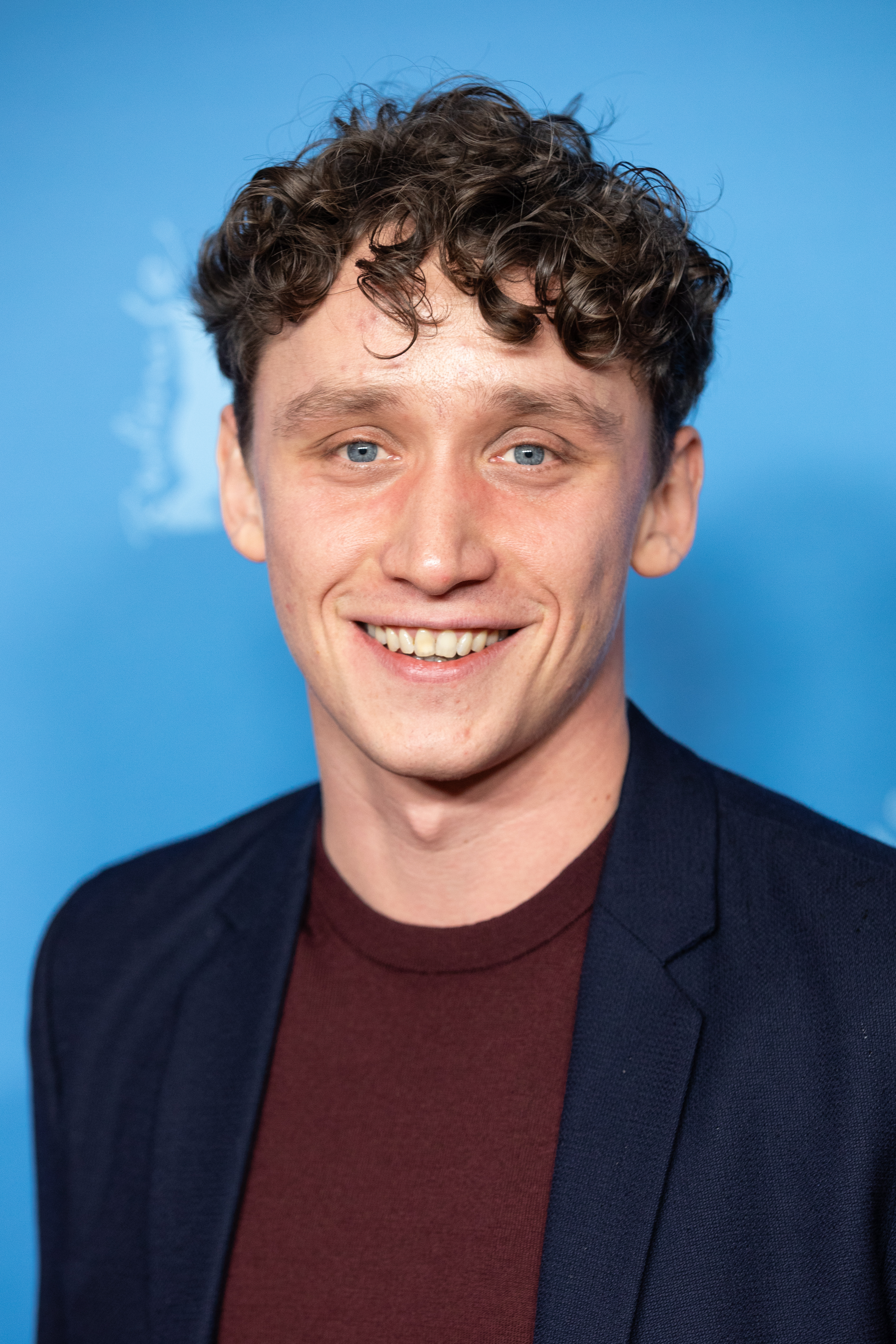
Aaron Friesz auf der Berlinale 2020

Aaron Friesz (* 1988 in Wien) ist ein österreichischer Schauspieler.

## Leben
Aaron Friesz schloss eine Berufsausbildung zum Koch und Kellner ab. Seine Familie führt das Café Europa in der Zollergasse in Wien-Neubau (Stand 2024).

### Theater
Seine erste Bühnenerfahrung war das Theaterjahr 2012/13 der Jungen Burg von Peter und Annette Raffalt am Wiener Burgtheater, wo er in Der böse Geist Lumpazivagabundus, in In 80 Tagen um die Welt, in Jonas Hassen Khemiris Stück Invasion sowie in „Ego Shooter – Michael Kohlhaas“ im Vestibül und im Gestiefelten Kater am Akademietheater zu sehen war. Unterricht in Rollengestaltung erhielt er von Dominic Oley und Alexander Wiegold. Ab der Saison 2015/16 war er am Burgtheater in Antigone und in Lumpenloretta von Christine Nöstlinger im Kasino am Schwarzenbergplatz zu sehen.
Am Rabenhof Theater spielte er unter der Regie von Simon Meusburger in Sechs Österreicher unter den Ersten fünf von Dirk Stermann, bei den Sommerspielen Perchtoldsdorf stand er im Käthchen von Heilbronn als Gottfried/Thurneck und in Der Sturm als Ferdinand auf der Bühne. Am Wiener Volkstheater war er 2015 in Haben von Balló Dani zu sehen.

### Film und Fernsehen
Im ORF/ZDF-Fernsehdreiteiler Maximilian – Das Spiel von Macht und Liebe verkörperte er die Rolle des Bertram. 2017 stand er für Dreharbeiten zum Bozen-Krimi Falsches Spiel vor der Kamera, außerdem drehte er für SOKO Kitzbühel und den Film Cops von Stefan A. Lukacs. In der im März 2020 erstausgestrahlten ORF/Netflix-Serie Freud war er als Oberleutnant Riedl zu sehen.
Mit seiner Tante Michou Friesz stand er im Februar 2021 für den Kurzfilm Drama (Uraufführung beim Ars Electronica Festival) vor der Kamera. Zuvor waren beide 2019 im Fernsehfilm Im Schatten der Angst zu sehen. Im April 2021 übernahm er im fünften und letzten Teil der Fernsehserie Maria Theresia mit Ursula Strauss in der Titelrolle unter der Regie von Robert Dornhelm die Rolle von Joseph II. Für den Film Corsage über Elisabeth von Österreich-Ungarn von Marie Kreutzer stand er als Rudolf von Österreich-Ungarn vor der Kamera. Für die ZDF-Reihe Herzkino drehte er im Sommer 2025 die romantische Komödie Baumgeflüster mit Linus Schütz unter der Regie von Dirk Kummer.

## Filmografie (Auswahl)
- 2012: Im Vorübergehen (Kurzfilm)
- 2013: Der böse Geist Lumpazivagabundus oder Das liederliche Kleeblatt (Fernsehfilm)
- 2014: Boͤsterreich (Fernsehserie, eine Episode)
- 2016: SOKO Donau – Ein ganz normaler Tag (Fernsehserie)
- 2017: Maximilian – Das Spiel von Macht und Liebe
- 2017: Australia (Kurzfilm)
- 2018: Die Bewegung der Sterne (Kurzfilm)
- 2018: Cops
- 2018: SOKO Kitzbühel – Wenn die Maske fällt (Fernsehserie)
- 2018: CopStories – Schatzilein (Fernsehserie)
- 2018: Das Wunder von Wörgl (Fernsehfilm)
- 2019: Der Bergdoktor – Ein neuer Anfang (Fernsehserie)
- 2019: Der Bozen-Krimi – Falsches Spiel (Fernsehreihe)
- 2019: Ein Dorf wehrt sich (Fernsehfilm)
- 2019: Im Schatten der Angst (Fernsehfilm)
- 2019: Die Toten vom Bodensee – Die Meerjungfrau (Fernsehreihe)
- 2020: Freud (Fernsehserie)
- 2020: SOKO Kitzbühel – Der längere Atem (Fernsehserie)
- 2021: Hinterland
- 2021: Stadtkomödie – Man kann nicht alles haben (Fernsehreihe)
- 2021: Vienna Blood – Die traurige Gräfin (Fernsehreihe)
- 2021: Maria Theresia (Fernsehserie, Teil 5)
- 2022: Einsatz in den Alpen – Der Armbrustkiller (Fernsehfilm)
- 2022: Corsage (Kinofilm)
- 2023: Im Schatten der Angst – Du sollst nicht lügen (Fernsehfilm)
- 2023: Der Schatten (Fernsehserie)

## Auszeichnungen
- 2018: Diagonale – Schauspielpreis für das gesamte Ensemble von Cops[14]